# Calycellinopsis xishuangbanna
Calycellinopsis xishuangbanna är en svampart som beskrevs av W.Y. Zhuang 1990. Calycellinopsis xishuangbanna ingår i släktet Calycellinopsis och familjen Dermateaceae.   Inga underarter finns listade i Catalogue of Life.